# 刘晋峰
刘晋峰（1926年11月—2015年2月25日），曾用名刘树屏，河北蠡县人，中华人民共和国政治人物，曾任天津市委原副书记、副市长，第七届、九届全国人大代表，第八届全国政协委员。

## 生平
1926年11月，出生于河北省蠡县一个贫苦农民家庭。读书期间担任刘家营村抗日儿童团团长，参加抗日救国活动。1940年3月，加入中国共产党。先后担任蠡县三区区委宣传干事，县公安局侦察班长，县六区、二区公安员。
1945年2月起，先后任河北省津南县公安局秘书、副局长、局长。1948年11月，任河北省天津县公安局局长兼检察院检察长。
1953年5月，任天津市南郊区委书记、区长。1958年9月，天津市的南郊区并入河西区，改任为河西区委书记处书记兼区农委主任。
1964年11月，任天津市“四清”分团生产办公室副主任，市根治海河指挥部一分部副指挥、工程处处长。
文化大革命期间，受到冲击和迫害，身心受到严重摧残。
1973年12月复任天津市南郊区委书记。1975年2月，调任天津市农委主任、书记。1977年12月，任天津市革委会副主任兼市农委主任、书记。
1980年6月起，先后任天津市副市长、市委副书记，期间曾兼任市纪委书记、市委政法委书记。
1990年4月，任天津市第八届政协主席和党组书记。1993年6月担任天津市第九届政协主席和党组书记。组织编辑出版多部《天津文史资料选辑》。1998年，退休。
2015年2月25日，因病去世。